# Компаньон (фильм)
«Компаньон» (англ. The Associate) — комедия режиссёра Дональда Петри, главную роль в которой исполнила Вупи Голдберг. Фильм является ремейком французской комедии «Партнёр»(1979), режиссёра Рене Генвиля, который в свою очередь основан на одноимённом романе чилийского писателя и журналиста Хенаро Прието (1928).

## Сюжет
Главный герой фильма — финансовый аналитик Лорел Айрис. Лорел хорошо знает своё дело и могла бы достичь больших успехов, но в деловом мире очень распространены предрассудки: считается, что женщины не могут занимать руководящие должности и это мешает её продвижению по служебной лестнице. После того как Фрэнк, её коллега, получает то повышение, которое должна была получить Лорел, она принимает решение покинуть компанию и основать свой бизнес.
После основания своего бизнеса дела у Лорел идут ещё хуже, ни одна крупная компания не принимает предложений и отказывается от сотрудничества. Тогда Лорел разрабатывает рискованный план: она решает создать у окружающих впечатление, что её деловым партнером является мужчина — крупный бизнесмен Роберт С. Катти, от имени которого она и ведёт бизнес.

## В ролях
- Вупи Голдберг — Лорел Айрис
- Дайан Уист — Салли Дуган
- Илай Уоллак — Дональд Фэллон
- Тим Дейли — Фрэнк Питерсон
- Биби Нойвирт — Камилла Скотт
- Остин Пендлтон — Эзоп Франклин
- Лэйни Казан — Синди Мэйсон
- Джордж Мартин — Уолтер Манчестер
- Кенни Керр — Чарли
- Дональд Трамп — камео

## Сборы и критика

### Сборы
Фильм вышел в прокат в США 25 октября 1996 года в 1781 кинотеатре, собрав 4 261 304$ в первую неделю проката, и заняв шестую строчку в местном прокате. На конец проката в США фильм собрал 12 844 057$.

### Критика
Фильм получил в основном негативные отзывы критиков. Роджер Эберт поставил картине 2 звезды из 5, охарактеризовав её как «лишённую вдохновения переделку „Тутси“», а персонажа Голдберг «сомнительным экспериментом музея мадам Тюссо», не имеющим никакой особой привлекательности для зрителя. Из положительных сторон картины он отмечает поднятую критику иерархии делового мира, в которой доминируют мужчины.
На сайте-агрегаторе рецензий Rotten Tomatoes фильм имеет рейтинг 28 % на основе 18 критиков со средней оценкой 5,2 из 10.

## Саундтрек
| Оценки критиков | Оценки критиков |
| Источник        | Оценка          |
| --------------- | --------------- |
| Allmusic        | [ 6 ]           |

Альбом с саундтреком к фильму был выпущен 15 октября 1996 года компанией Motown Records. В его создании приминимали участие такие исполнители, как Куин Латифа, Софи Б. Хоукинс, американская кантри-певица Вайнонна Джадд, канадско-американская исполнительница Тэмия, Сиси Пенистон, Кейт Пирсон и Синди Уилсон (обе из группы The B-52s), ямайская регги-певица Патра и шведская музыкантка Луиза Хоффстен.

### Список композиций
| №                   | Название                             | Автор(ы)                                                                | Исполнители                                                  | Длительность |
| ------------------- | ------------------------------------ | ----------------------------------------------------------------------- | ------------------------------------------------------------ | ------------ |
| 1.                  | «All That I Need»                    | Christopher Tyng, Taylor Tyng                                           | CeCe Peniston                                                | 4:06         |
| 2.                  | «Makin' My Way (Any Way That I Can)» | Diane Warren                                                            | Вайнонна Джадд                                               | 5:23         |
| 3.                  | «The Border Song»                    | Bernie Taupin, Elton John                                               | Софи Б. Хоукинс                                              | 3:53         |
| 4.                  | «Keep Hope Alive»                    | Нарада Майкл Уолден, Салли Джо Дакота                                   | Тэмия                                                        | 4:42         |
| 5.                  | «Eventually»                         | Christopher A.Stewart, Sean K.Hall, London D.Jones                      | Shades                                                       | 4:49         |
| 6.                  | «Mr. Big Stuff»                      | J.Broussard, R.Williams, C.Washington, Куин Латифа, Free, DJ Clark Kent | Куин Латифа, Shades и Free                                   | 4:13         |
| 7.                  | «Yes We Can Can»                     | Allen Toussaint                                                         | Тэрал Хикс, Шантай Савадж, ЛаШанда Риз и The Pointer Sisters | 3:37         |
| 8.                  | «Are You Ready for Me»               | Дороти Смит, Клифтон Диллон, Рой Джоуб                                  | Патра                                                        | 4:32         |
| 9.                  | «The Turning Point»                  | Нарада Майкл Уолден, Эрик Хикс                                          | ЛаШанда Риз                                                  | 5:25         |
| 10.                 | «It's a Man's Man's Man's World»     | Джеймс Браун и Бетти Джин Ньюсом                                        | Джеймс Браун                                                 | 2:46         |
| 11.                 | «Ain't No Stoppin' Us Now»           | Джерри Коэн, McFadden & Whitehead                                       | Кейт Пирсон и Синди Уилсон                                   | 5:45         |
| 12.                 | «Nice Doin' Business»                | Луиз Хоффстен                                                           | Луиз Хоффстtн                                                | 4:04         |
| Общая длительность: | Общая длительность:                  | Общая длительность:                                                     | Общая длительность:                                          | 53:15        |